# Comandamentul Statelor Unite pentru Europa și Africa
Comandamentul Statelor Unite pentru Europa și Africa (USAREUR-AF), sau Armata a Șaptea, este o componentă de comandă a armatei din cadrul Armatei Statelor Unite. Acesta este responsabil pentru conducerea operațiunilor armatei americane în întreaga zonă de responsabilitate europeană și africană a Statelor Unite ale Americii. În timpul războiului rece, USAREUR-AF (fost USAREUR) a supravegheat formațiunile de sol focalizate în primul rând pe militarii Pactului de la Varșovia la est, ca parte a Grupului Armatei Centrale a Organizației Tratatului Atlanticului de Nord (NATO). Începând cu Revoluțiile din 1989, USAREUR-AF și-a redus considerabil dimensiunile, a trimis forțele americane la Operațiunea Desert Shield și Desert Storm și a sporit cooperarea în domeniul securității cu alte forțe terestre NATO.

## Legăturiexterne
Official
- Site web oficial

General information
- Lineage and Honors Information